# Rhamphocoris
Rhamphocoris is een geslacht van wantsen uit de familie van de Nabidae (Sikkelwantsen). Het geslacht werd voor het eerst wetenschappelijk beschreven door George Willis Kirkaldy in 1901.

## Soorten
Het genus bevat de volgende soorten:

- Rhamphocoris borneensis (Schumacher, 1914)
- Rhamphocoris elegantulus (Schumacher, 1914)
- Rhamphocoris guizhouensis Zhao, Mao & Cao, 2019
- Rhamphocoris hasegawai (Ishihara, 1943)
- Rhamphocoris linnavuorii Cassis, 2016
- Rhamphocoris monteithi Cassis, 2016
- Rhamphocoris rubroniger Kerzhner, 1990
- Rhamphocoris tibialis Hsiao, 1981